# Tommy Kent
Tommy Kent (* 21. August 1942 als Guntram Kühbeck in München; † September 2022) war ein deutscher Rock-’n’-Roll- und Schlagersänger, Schauspieler, Maler sowie Architekt.

## Biografie
Kühbeck wuchs als Sohn eines Arztes in München auf und erhielt schon als Kind Gesangsunterricht. Um sein Architekturstudium zu finanzieren, trat er als Sänger in verschiedenen Schwabinger Künstlerkneipen auf.

Single Susie Darlin’, 1958

Seine ersten beiden Plattenaufnahmen erschienen 1958. Kühbeck verwendete unter anderem das Pseudonym Jonny Keller und trat als Mitglied der Achim-Beier-Singers auf. Im gleichen Jahr nahm der Produzent Bert Kaempfert mit Kühbeck, der nunmehr als Tommy Kent auftrat, für das Label Polydor die deutschsprachige Cover-Version des Robin-Luke-Hits Susie Darlin’, auf. Der Titel erreichte im Juni 1959 den vierten Platz der deutschen Hitparade. Weitere Singles sowie Auftritte in Schlagersendungen und -filmen folgten. Kühbecks Repertoire bestand zu einem großen Teil aus deutschen Coverversionen zumeist US-amerikanischer Hits von Gary Paxton, Elvis Presley, Lloyd Price, Cliff Richard, Ritchie Valens und anderen. Daneben finden sich auch Kompositionen von Kaempfert und Peter Moesser.
Von 1962 bis 1964 war Kent bei der Plattenfirma Ariola unter Vertrag, danach arbeitete er unter verschiedenen Pseudonymen (u. a. Fred Karmann, Tommy Shane) für verschiedenen Produktionsfirmen. Anfang der 1970er Jahre nahm er als Tommy Kent bei Intercord nochmals zwei Titel auf. Dieser und weitere Comebackversuche in den 1970er Jahren scheiterten jedoch. 1975 erschien bei Teldec eine Single unter Kühbecks bürgerlichem Namen mit zwei Titeln auf Bairisch. 1981 erschien die Single Donner, Blitz und Rock'n'Roll.
Später arbeitete Kühbeck als Architekt. Er entwarf u. a. das spanische Konsulat in München. Als Tommy Kent-Kühbeck wurde er auch als Maler aktiv, so gestaltete er 2003 für Siemens einen Buddy Bären, der mit einem Musiksystem ausgestattet wurde, das eine spezielle Buddy-Bären-CD abzuspielen gestattet.

## Privatleben
Kühbeck war der Onkel von Pola Kinski, die ihn in ihrem Buch Kindermund (2013) erwähnt.

## Diskografie (Auswahl)

### Singles

Label der Schallfolie Hula Baby, 1958

Label der Single Morgen sollst du nicht mehr weinen, 1962

Label der Single Elisa, 1970

- Hula-Baby / Liebe war das noch nicht (1958; Roxy, Ton-Bild) (auch als Jonny Keller, Achim-Beier-Singers)
- Susie Darlin’ / Ein anderer stahl mir dein Herz (Polydor 23853 *1958*)
- Ich brauche dich dazu / Wie keine andere (Oh Mona) (Polydor 24035 *1959*)
- My Baby Doll / Das bin ich (Polydor 24160 *1959*)
- Irgendwer / Alle Nächte (Polydor 24223 *1960*)
- Denn ich lebe sehr gefährlich / Muß das sein? (Polydor 24363 *1960*)
- Ein Mann, der nicht nein sagen kann / Oh Mister Tip Top (Polydor 24539 *1961*)
- Sweet Baby Sweet / Heute Nacht im Mondschein (Polydor 24750 *1961*)
- Morgen sollst du nicht mehr weinen / Napoleon (1962; Ariola)
- Tennessee Rose / Keinen Cent und keinen Penny (1962; Ariola)
- In deiner Plattenbar, da fehlt ein Slop / Angela (1963; Ariola)
- Sweet Baby Sweet / Muß das sein? (Polydor 52151 *1963*)
- Hey Sunny / Sheila (1964; Ariola)
- Mimi möchte tanzen / Clap Hand Beat (Metronome M437 *1964*)
- Sag endlich ja / Honey Girl (Metronome M492 *1965*)
- Höher als die höchsten Berge / Kleine Mitsiko (Metronome M838 *1966*)
- Zu früh / Ganz egal (Metronome M912 *1966*)
- Elisa / Glücklich sein (1970; Intercord)
- Du bist das Licht der Welt / Ich singe vor Freude (ca. 1970; Neue Stadt) (als Tomy Kent)
- Himmel, Herrschaft, Sackel Zement / A Spatz is in mei Bier neigfalln (1975; Teldec) (als Guntram Kühbeck)
- Donner, Blitz und Rock ’n’ Roll / Sweet Susi Blue (1981; Philips)

### EPs
- Susie Darlin’ / Ein anderer stahl mir dein Herz / Ich brauche dich dazu / Wie keine andere (Oh Mona) (1959; Polydor)
- Denn ich lebe sehr gefährlich / Lach nicht über mich / Donna / Muß das sein? (1960; Polydor)

### Weitere Titel
Zwischen 1966 und 1969 nahm Tommy Kent unter verschiedenen Pseudonymen Coverversionen für diverse Billiglabels auf. Die Aufnahmen erschienen zumeist mit Titeln anderer Interpreten auf Singles und EPs.
- The Ballad of Bonnie & Clyde (1968; Starlet, auch Baccarola) (als Boy Cliff, Johnny Warner)
- Cinderella Rockefella (1968; Baccarola) (als Judy & Jack)
- Delilah (1968; Baccarola)
- Ein Girl wie du (1968; Tempo) (als Tommy Shame)
- Glaube daran (1968; Tempo) (als Tommy Shane)
- Hey Little Lady (1969; Baccarola)
- Ich hab dich gefunden (1966; Starlet, auch Universum Records) (als Boy Cliff)
- Immer wieder geht die Sonne auf (1967; Starlet, auch Baccarola) (als Fred Karmann, Rainer Marc)
- Man gratuliert mir (1968; Starlet, auch Baccarola) (als Boy Cliff, Fred Kersten)
- Matilda (1968; Baccarola)
- Meine Liebe zu dir (1967; Baccarola) (als Rolf Gunnar)
- Der Mond hat seine Schuldigkeit getan (1968; Tempo) (als Tommy Shane)
- Nimm mich so wie ich bin (1966; Top Hit) (als Elliott Beach)
- Party / Down by the Riverside / When the Saints Go Marching In (1966; Starlet) (als Boy Cliff)
- Sommerblau (1967; Baccarola) (als Tommy Kersten)
- Zehn Pfund Speck müssen weg (1968; Tempo)

### LPs
- Susie Darlin’ (1980; Bear Family Records)

### CDs
- Susie Darlin’ (1989; Bear Family Records)
- Man gratuliert mir (2002; Bear Family Records)

## Filmografie (Auswahl)
- 1960: Der Schleier fiel…
- 1960: O sole mio
- 1982: Kleiner Mann was tun